# Adrian Macéus
Adrian Macéus, (geboren op 3 mei 2005) is een Zweedse acteur, muzikant en zanger. Tijdens de zomer van 2016 was Macéus onderdeel van het ensemble van Parkteaterns toneelstuk Trollflöjten 2.0, waar hij een van Pamina's broertjes speelde. Hij had de hoofdrol in de musical Billy Elliot in 2018 in Stockholms stadsteater.  In 2018, hij maakte deel uit van het ensemble van de musical Så som i himmelen in Oscarsteatern in Stockholm, waar hij Gabriella's zoon speelde.
Hij speelde Leo in 2018 SVT adventskalender Storm på lugna gatan. Ook deed hij aan stemacteren, hij sprak de rol in van Miguel in de Zweedse nasynchronisatie van de Pixar film Coco.
- MusicBrainz: 819e3ac6-7420-47f2-aa36-9f0fd89bab7e